# Johannes Meler
Johannes Meler OSA, auch Johann Meler oder Johannes Pictor (* in Lippstadt; † frühestens 1530) war Weihbischof in Münster und Osnabrück.

## Leben
Johannes Meler (Maler, latinisiert Pictor) aus Lippstadt trat in das Kloster der Augustiner-Eremiten seiner Heimatstadt ein und war 1509 bis 1511 Prior in Osnabrück. Am 18. Januar 1518 wurde er als Weihbischof für die Bistümer Osnabrück und Münster in Rom zum Bischof von Trikala in Thessalien (Titularbistum Tricca) geweiht. Zum Unterhalt wurden ihm jährlich 200 Dukaten angewiesen. 1528 bezeichnete er sich als S. Theologiae professor.
1520 weihte er in Köln eine Kapelle prope fratres conventuales und war als Kommissar des Bischofs Hermann von Wied im Erzbistum Köln tätig. Als solcher weihte er am 11. Februar 1521 in Kamen eine Kapelle in den Zuggelen. Am 12. Februar 1521 weihte er in Lünen eine zu Ehren des Heiligen Kreuzes erbaute Kapelle ein. Um 1522 soll er auch als Weihbischof in der Diözese Konstanz tätig gewesen sein (Jean Meler, docteur en theologie de I’ ordre de Saint-Augustin, evèque de Tricale & Suffragant vers l’an 1522).
Am 5. September 1524 versprach er dem Osnabrücker Stadtmagistrat, sein Haus up den nyggen graven nicht in geistliche Hände kommen zu lassen. 1529 weihte er zwei Altäre im Turm des Osnabrücker Doms und sagte 1530 dem Stadtrat abermals zu, seinen Besitz in der Stadt nicht in geistliche Hände zu übergeben.
Über sein weiteres Schicksal, insbesondere über sein Todesdatum, ist nichts bekannt.